# زاپرشیچ
زاپْر ِشْیچ (به کرواتی: Zaprešić) شهری در کشور کرواسی است که جمعیت آن در سال ۲۰۱۱ میلادی ۲۳٬۹۸۵ نفر بوده‌است.